# Châtillon-Coligny
Châtillon-Coligny (före 1896 Châtillon-sur-Loing) är en kommun i departementet Loiret i regionen Centre-Val de Loire strax norr Frankrikes mitt. Kommunen ligger i kantonen Châtillon-Coligny som tillhör arrondissementet Montargis. År 2022 hade Châtillon-Coligny 1 858 invånare.

## Befolkningsutveckling
Antalet invånare i kommunen Châtillon-Coligny
| Referens: INSEE |